# Linda Eide
Linda Eide, född 10 februari 1969, är en norsk författare och journalist på NRK. Hon jobbade länge med radio, men är de sista åren mest känd som programledare för programmet Norsk attraksjon som gick mellan 2007 och 2012, och blev utsedd till bästa kvinnliga programledare under Gullruten 2012. 
Linda Eide var 19 år då hon började på Norsk Journalisthøgskole 1988 som den yngsta i sin kull.  2006 mottog hon Kulturdepartementets pris för nynorskjournalister. 2008 mottog hon Dialektprisen från Norsk Målungdom och cykelpriset från Syklistenes Landsforening för sitt långvariga engagemang för cykeln som fortskaffningsmedel som bland annat har visat sig i dokumentären «Døden Bak Styret» som sändes på NRK 2005, och som blev hedrad med Bergen journalistförenings Guldparaply samma år.  Melsom-priset 2013.